# 市立御前崎総合病院
市立御前崎総合病院（しりつおまえざきそうごうびょういん）は、静岡県御前崎市にある、市が運営する病院である。

## 診療科
- 内科
- リウマチ科
- 小児科
- 外科
- 整形外科
- 脳神経外科
- 産婦人科
- 形成外科
- 眼科
- 耳鼻咽喉科
- 泌尿器科
- 皮膚科
- リハビリテーション科
- 放射線診断・治療科
- 麻酔科

## 特徴
- 職員で結成されている花の会という組織があり、当院の屋上部分に花を植えている。その活動は、静岡県で開催された「STOP温暖化アクションキャンペーン」で準グランプリを受賞する程である。
- 医師不足を補うために、榛原総合病院と連携して産科検診を行っている。[1]| [icon] | この節の加筆が望まれています。 |

## 歴史
- 1986年（昭和61年）7月 - 町立浜岡病院開院(150床)
- 1990年（平成2年）10月 - 新病棟増築(260床)
- 1991年（平成3年）4月 - 町立浜岡総合病院に改称
- 2000年（平成12年）4月 - 介護療養型医療施設オープン
- 2001年（平成13年）5月 - 浜岡町総合保健福祉センターオープン(302床)
- 2004年（平成16年）4月 - 合併により御前崎市立御前崎総合病院となる
- 2008年（平成20年）3月 - 病院内に保育施設、ひまわり保育園を設置[2]

## 交通アクセス
- 御前崎市自主運行バス御前崎市内線及び御前崎市・牧之原市自主運行バス相良浜岡線「御前崎総合病院」下車、徒歩すぐ